# Renato Civelli
Renato Civelli (* 14. Oktober 1983 in Pehuajó) ist ein argentinischer ehemaliger Fußballspieler.

## Karriere
Der großgewachsene Innenverteidiger startete seine Karriere bei CA Banfield im Jahre 2003. Nach 2½ Jahren in seinem Heimatland wurde er an Olympique Marseille für ein halbes Jahr ausgeliehen. Dort bestritt er 17 Pflichtspiele, darunter auch das Finale des französischen Pokals. Anschließend verpflichteten ihn die Südfranzosen für eine Ablösesumme von zwei Millionen Euro. 2010 wurde er an OGC Nizza ausgeliehen.
Im Sommer 2013 wurde der Wechsel von Civelli in die türkische Süper Lig zu Bursaspor bekanntgegeben. Mit diesem Verein erreichte er in der Saison 2014/15 das Finale des Türkischen Pokals.
Mit dem Vertragsende bei Bursaspor wechselte er ablösefrei zum Französischen Verein OSC Lille.

## Erfolge
Mit Olympique Marseille
- Finalist des Coupe de France: 2005/06, 2006/07
- Französischer Vize-Meister 2007

Mit Bursaspor
- Türkischer Pokalfinalist: 2014/15